# Luddkämpar
Luddkämpar (Plantago patagonica) är en grobladsväxtart som beskrevs av Nikolaus Joseph von Jacquin. Enligt Catalogue of Life ingår Luddkämpar i släktet kämpar och familjen grobladsväxter, men enligt Dyntaxa är tillhörigheten istället släktet kämpar och familjen grobladsväxter. Arten förekommer tillfälligt i Sverige, men reproducerar sig inte. Inga underarter finns listade i Catalogue of Life.

## Bildgalleri

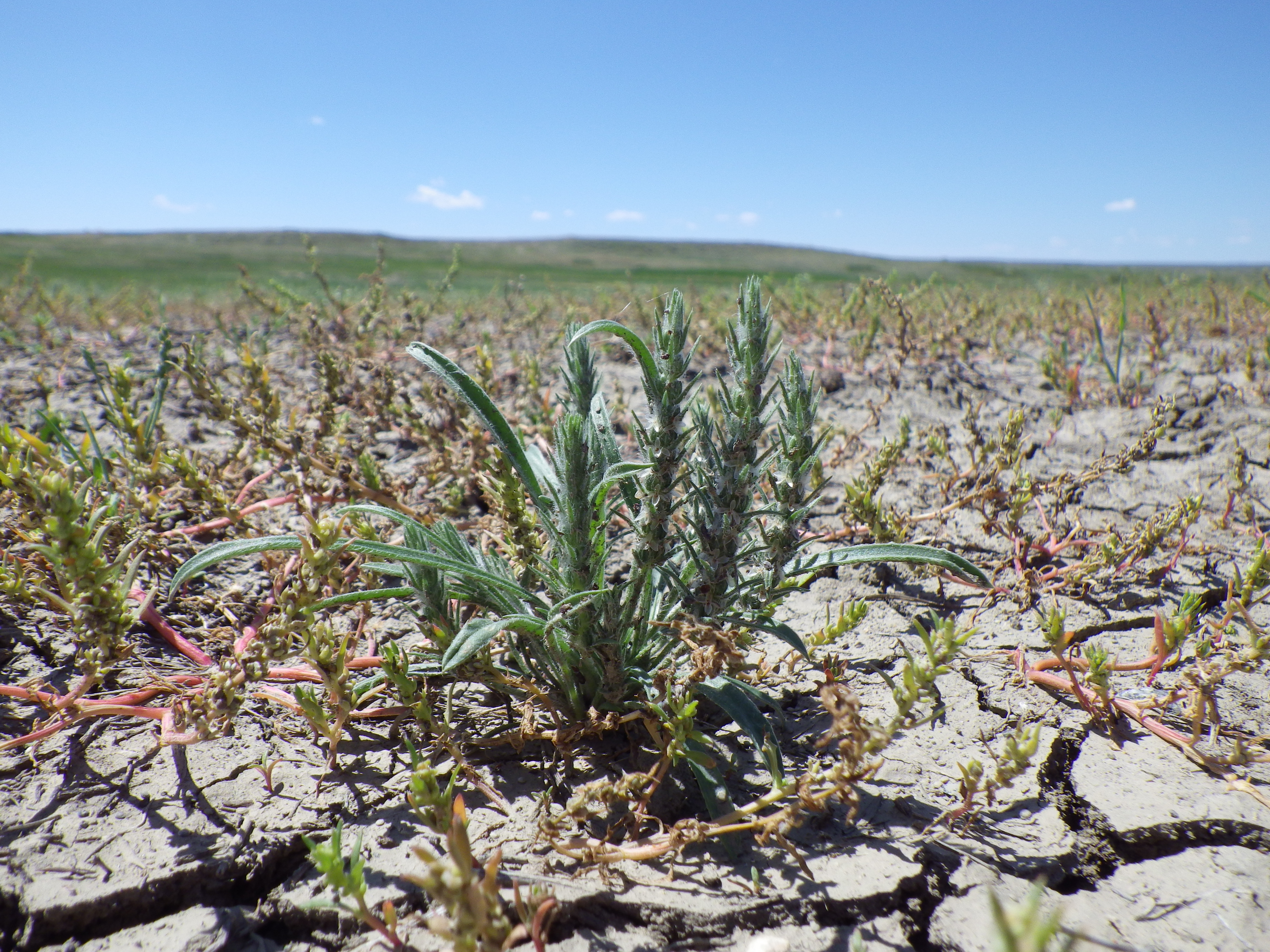
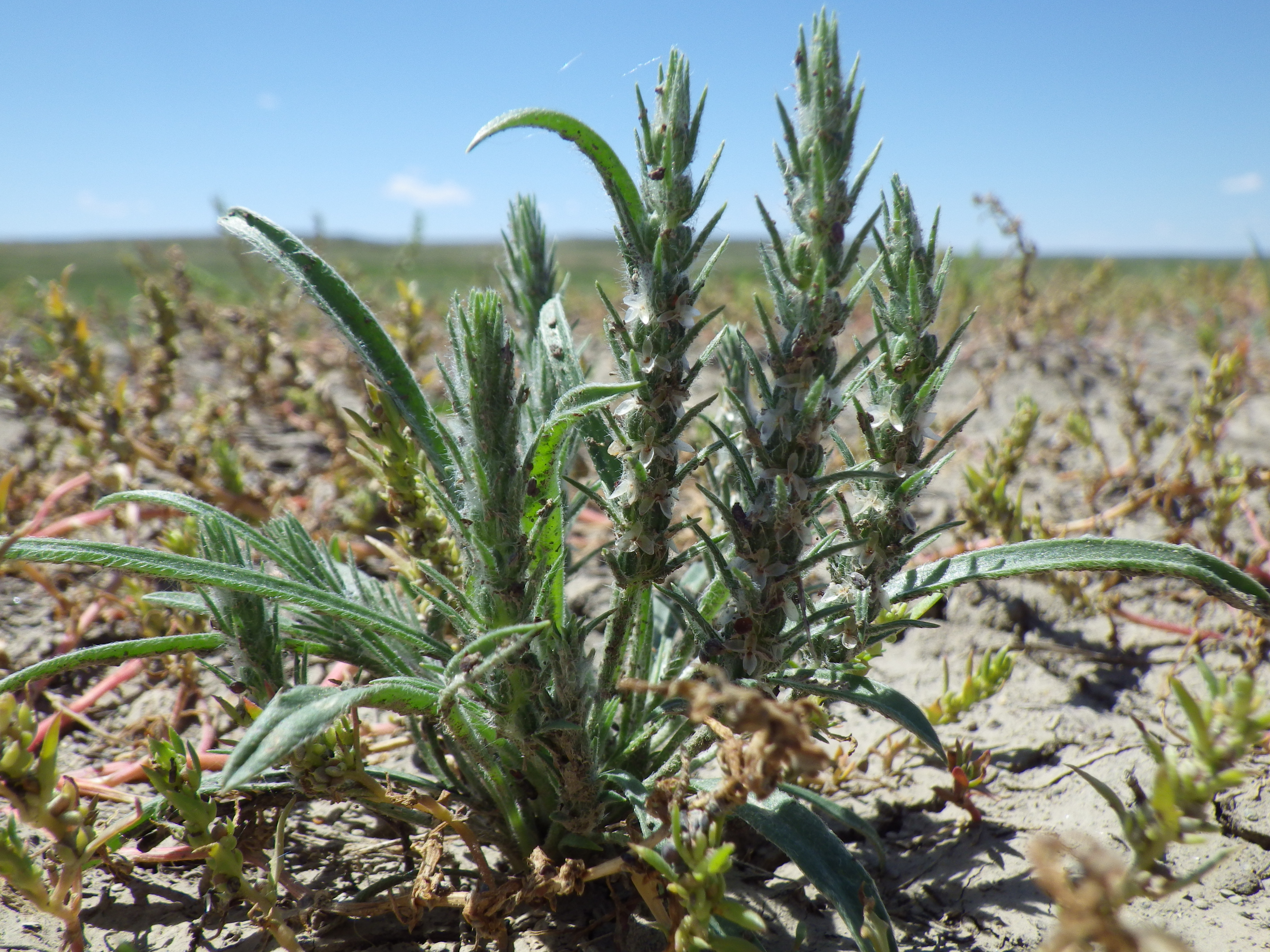
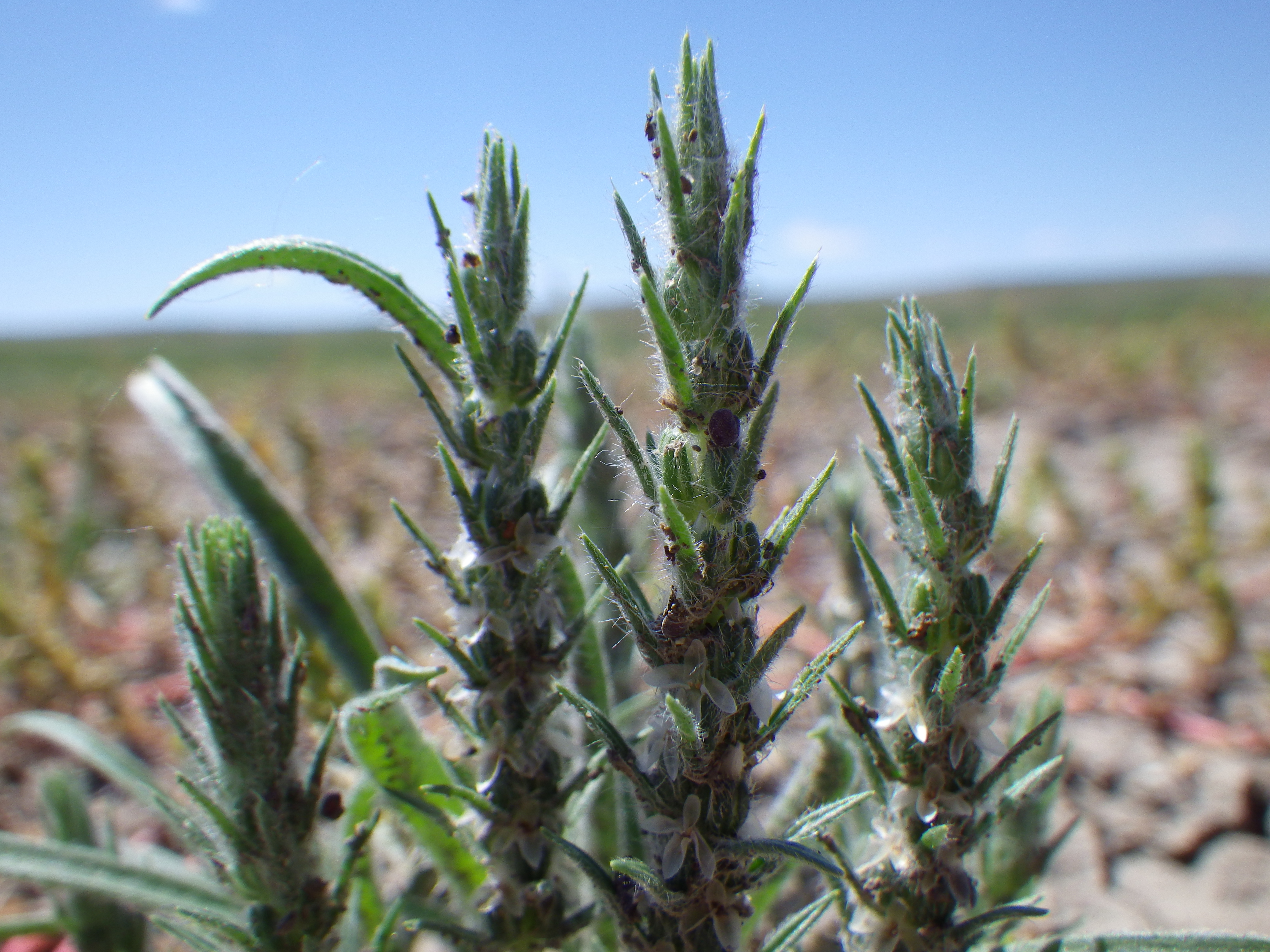
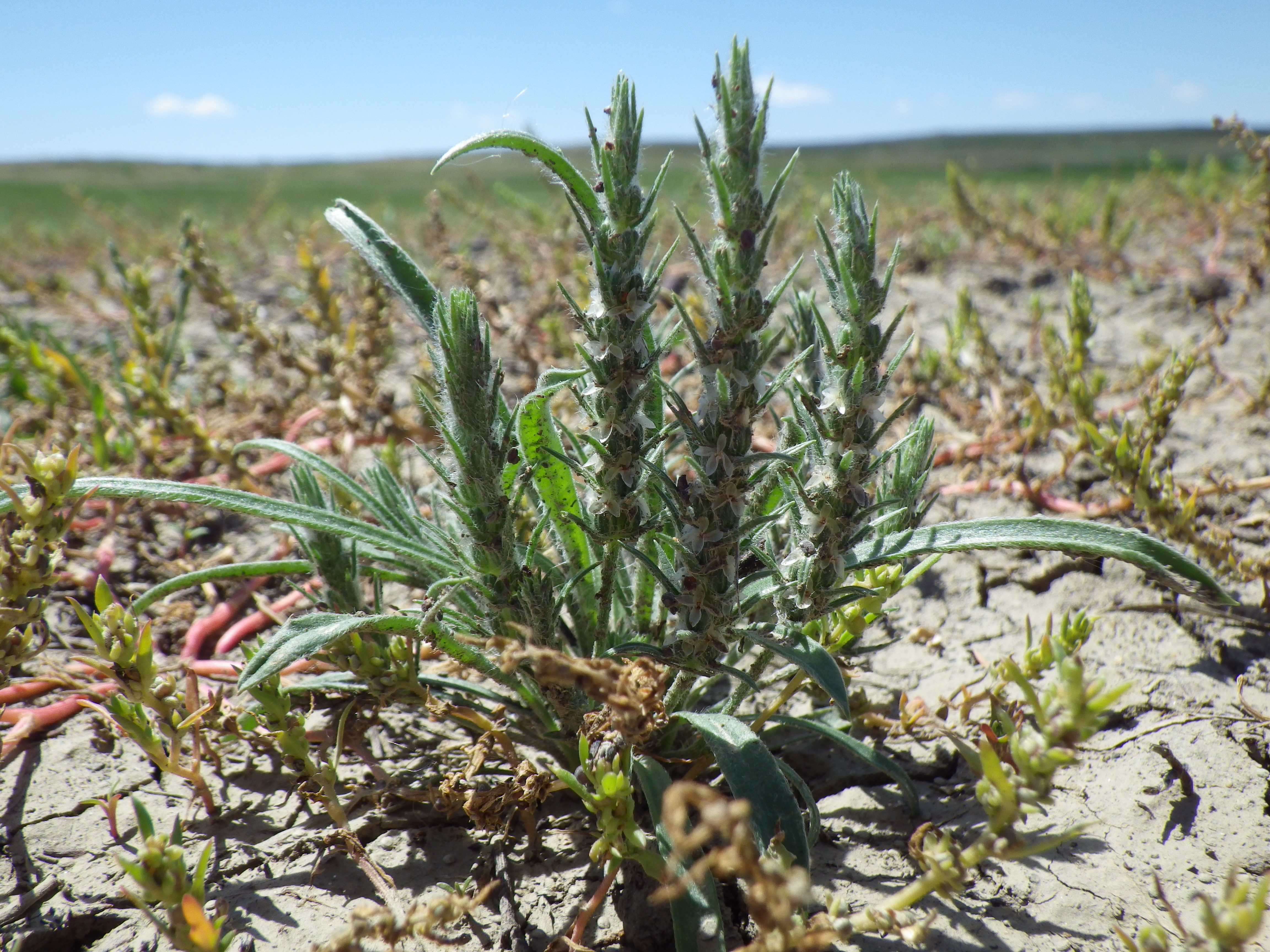
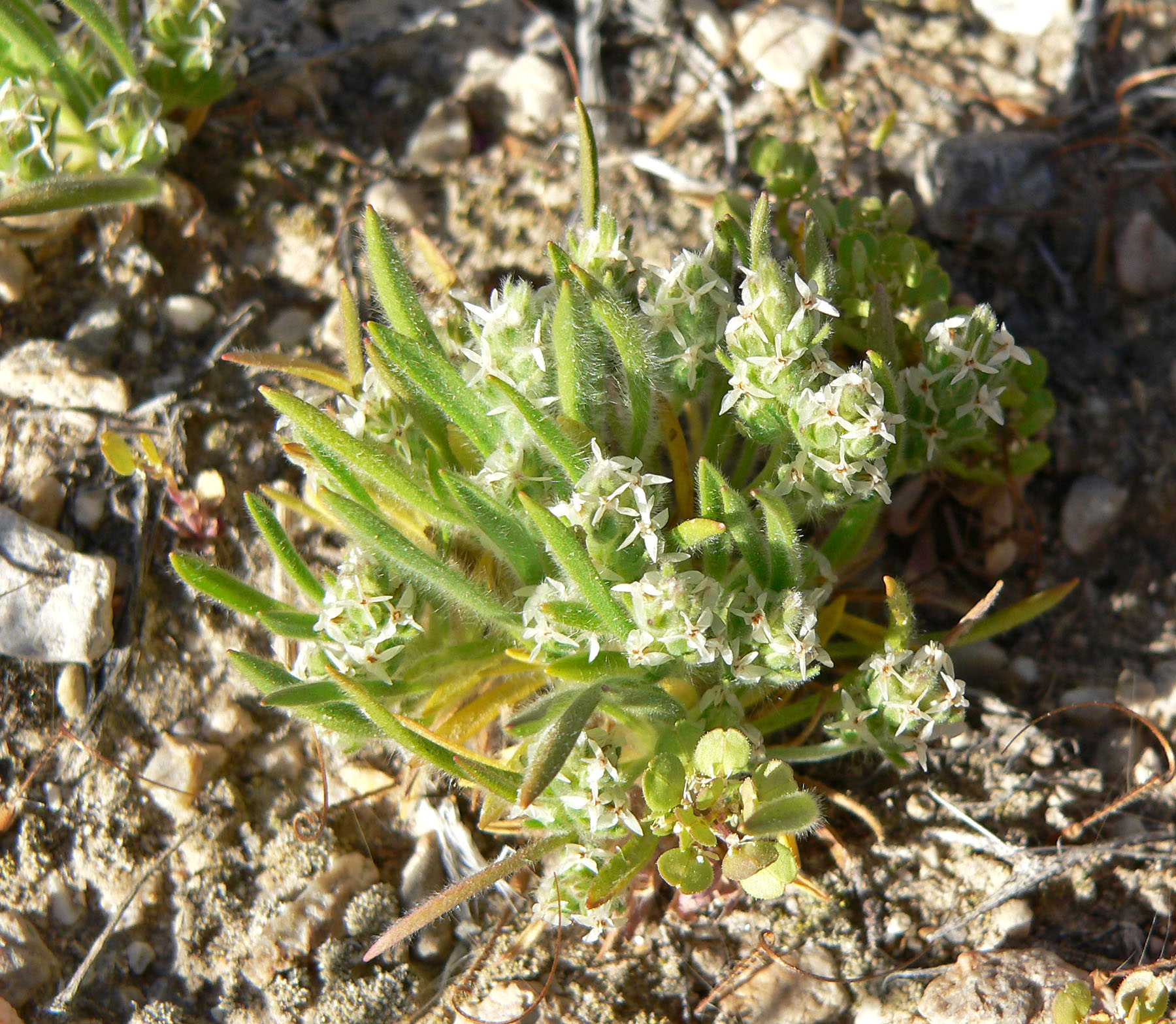
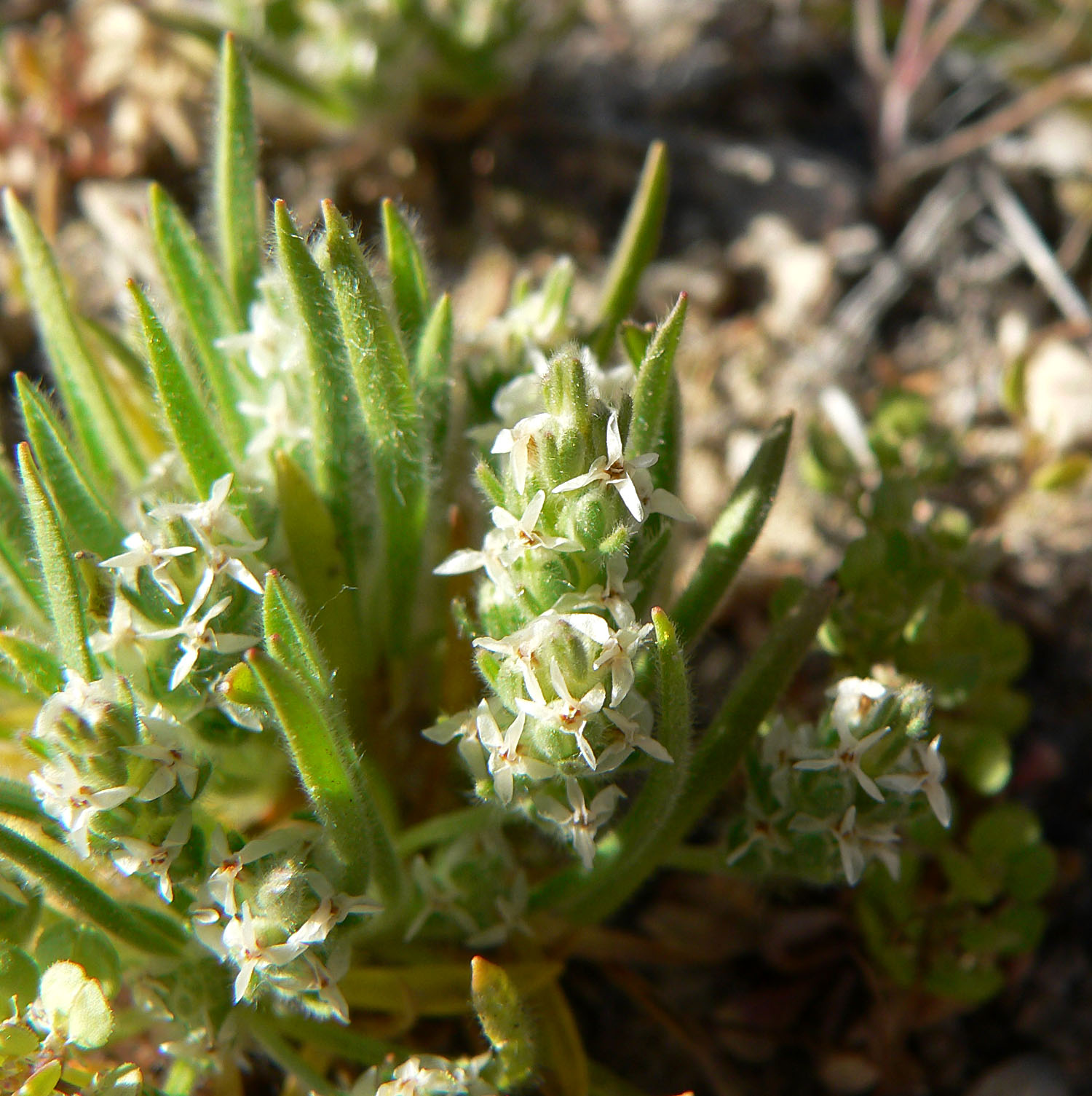